# Radiatus

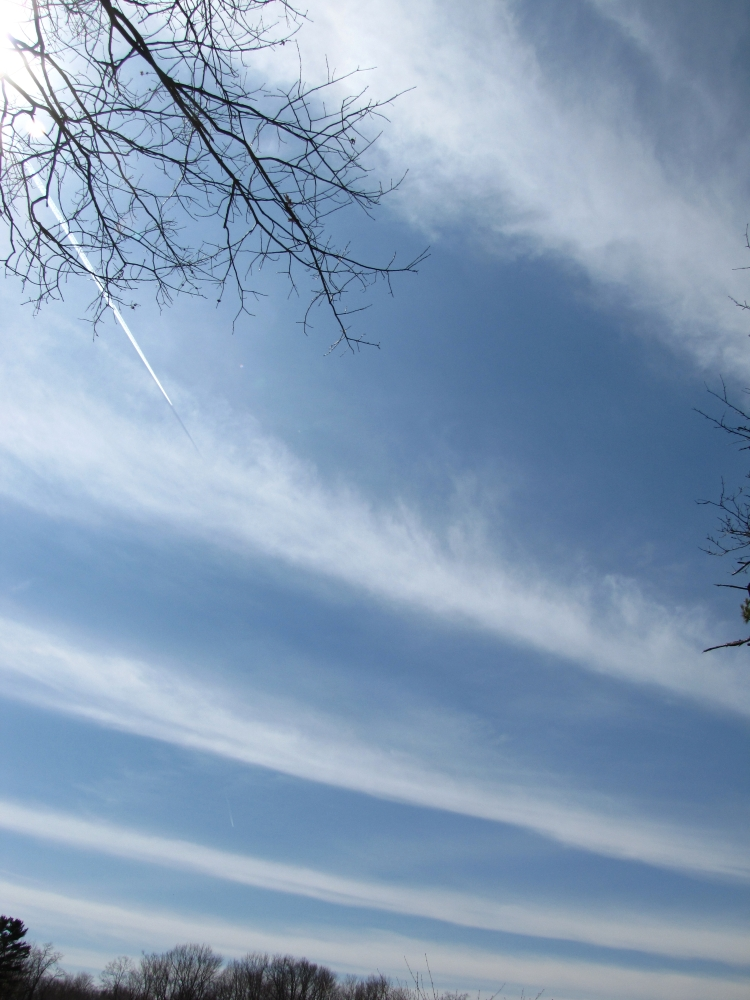
Cirrus radiatus

radiatus (ra) (łac. promienisty) – odmiana chmur. Wykazuje ona wstęgi lub pasma chmur ułożone do siebie równolegle. Wskutek perspektywy zbiegają się do jednego punktu zwanego „punktem radiacji” lub dwóch takich punktów, gdy pasma przecinają całe niebo. Zwykle są zwiastunem zbliżającego się frontu ciepłego lub zokludowanego. Termin ten jest stosowany w przypadku chmur Cirrus, Altocumulus, Altostratus, Stratocumulus i Cumulus.